# Martin Compston

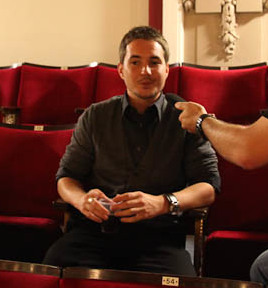
Martin Compston

Martin Comston (Greenock, Schotland 8 mei 1984) is een Schots acteur en voormalig profvoetballer.
Hij staat bekend om zijn rol als Sergeant Steve Arnott in het BBC-misdaaddrama Line of duty.
Andere opmerkelijke rollen zijn Liam in Sweet Sixteen van Ken Loach, Paul Ferris in The Wee Man en Ewan Brodie in Monarch of the Glen.

## Biografie
Comston groeide op in Greenock, als jongste van 2 kinderen. Hij zat op St Colombia Nabij Greenock. Hij speelde als tiener bij Aberdeen F.C.. Na het verlaten van de middelbare school tekende Comston bij het lokale professionele team Greenock Morton F.C.. Comston maakte twee wedstrijden mee in het seizoen 2001-2002, waarin het team degradeerde naar de Derde Divisie. In beide gevallen verscheen hij als invaller en Moron verloor met 4-0.

## Acteercarrière
Hoewel Comston nooit geacteerd had, had hij auditie gedaan voor Sweet Sixteen van Ken Loach. Een film die gedeeltelijk werd gedraaid in Schotland. Het succes van de film gaf hem meteen bekendheid in Schotland.
Zowel hij en ook zijn co-ster William Ruane werden genomineerd voor Most Promising Newcomer bij de Britsch Independent Film Awards. Compston heeft de award ook gewonnen.
Hij speelde ver nog in Monarch of the Glenn, A guide to recognizing your Saints met Robert Downey Jr, Red Road en True North met Peter Mullan en Gary Lewis, waarvoor hij werd genomineerd als Beste acteur bij de Britsh Independent Film Award.
Compston speelde in de 2010 film Soulboy, naast Craig Parkinson, die de rol van Joe McCain speelt.
Hij speelt nogmaals met Craig Parkinson in een film, de film Line of Duty (2012), Compston speelt hier de hoofdrol als Rechercheur Steve Arnott, een detective van een team voor Corruptiebestrijding.
In 2014, 2016, 2017 en 2019 hernam hij de leidende rol van rechercheur Steve Arnott in Line of Duty. Die verhuisde van BBC two naar BBC One.
In datzelfde jaar speelde hij ook nog in de film Piggy.
Hij verscheen ook in de horrorfilm The 4th Reich als Privat Newman en maakte een glimprol in een low-budget webserie Night is Day.
In de muziekvideo van The Vieuw speelt Comston ook een rol, in "Grace" en "How Long", omdat hij goed bevriend is met de band.
Vervolgens speelde hij de hoofdrol in The Wee Mann, geregisseerd door Ray Burdis.
In 2013 speelde Compston in de miniserie The ice cream Girls. Hij verscheen ook als Roy James in The great Train Robbery.
In 2016 speelde hij in een driedelige Schotse televisiedramareeks in Plaine Sight. Als een seriemoordenaar, Peter Manual die wordt achtervolgd tot zijn veroordeling en uiteindelijke executie door William Munche.

## Privé
Compston is getrouwd met een Amerikaanse actrice Tianna Chanel Flynn in 2016.
Ook is hij aanhanger van de Schotse Onafhankelijkheid van het Verenigd Koninkrijk.
- Bibsys: 7028495
- Biblioteca Nacional de España: XX1667254
- Bibliothèque nationale de France: cb145456170 (data)
- Gemeinsame Normdatei: 14197933X
- International Standard Name Identifier: 0000 0000 8157 089X
- Library of Congress Control Number: no2007073888
- Nationale Bibliotheek van Tsjechië: xx0154343
- Nationale Bibliotheek van Israël: 987007455059505171
- Nederlandse Thesaurus van Auteursnamen: 254884709
- Système universitaire de documentation: 112975976
- Virtual International Authority File: 76554340
- WorldCat: E39PBJB4hKKYXMQwBYwKKKVHmd